# Gaius Stertinius Xenophon
Gaius Stertinius Xenophon (Kos, ca. 10 v.Chr. - 54 n.Chr.) was lijfarts van de Romeinse keizer Claudius I. Xenophon is voornamelijk bekend geworden vanwege zijn vermeende betrokkenheid bij en medewerking aan de gifmoord op Claudius.
Xenophon werd geboren op het eiland Kos, waar hij opgeleid werd als arts, voor hij naar Rome vertrok. Daar groeide zijn reputatie als arts en werd hij erg rijk. Hij leefde goed en bezat een landhuis op de Coelius. Later bracht Xenophon een tijd door in het leger van Claudius en kreeg deze lucht van zijn reputatie als arts. Zo werd hij uiteindelijk lijfarts van Claudius.

## Vergiftiging van Claudius
Xenophon is altijd een verdachte gebleven in de vermeende vergiftiging van Claudius op 12 of 13 oktober 54 (over de exacte datum is geen uitsluitsel), omdat hij een van de weinige mensen was die een groot deel van de dag met de keizer door had gebracht. Bovendien was hij aanwezig op het banket waarop Claudius het gif binnengekregen zou hebben en zou hij de onwel geworden keizer mee naar zijn kamer hebben genomen. Sommigen beweren dat het gif dat Claudius had ingenomen niet onmiddellijk fataal was geweest en spreken het vermoeden uit dat Xenophon de keizer een vergiftigde veer of vergiftigde pap zou hebben toegediend, officieel om Claudius te dwingen zijn maaginhoud uit te braken, maar in werkelijkheid om de moordpoging te voltrekken. Of Xenophon werkelijk betrokken was bij de moord op de noodlijdende Claudius in zijn slaapkamer, blijft een bron van discussie. 
Xenophon stierf in hetzelfde jaar als Claudius. Hoe hij is overleden, is onbekend; of zijn dood gerelateerd is aan het incident, is niet gedocumenteerd.

## Andere verdachten
- Lucusta
- Halotus, Claudius' voorproever